# Forest (condado de St. Croix, Wisconsin)
Forest es un pueblo ubicado en el condado de St. Croix en el estado estadounidense de Wisconsin. En el Censo de 2010 tenía una población de 629 habitantes y una densidad poblacional de 6,53 personas por km².

## Geografía
Forest se encuentra ubicado en las coordenadas 45°9′38″N 92°13′47″O / 45.16056, -92.22972. Según la Oficina del Censo de los Estados Unidos, Forest tiene una superficie total de 96.33 km², de la cual 96.19 km² corresponden a tierra firme y (0.14%) 0.13 km² es agua.

## Demografía
Según el censo de 2010, había 629 personas residiendo en Forest. La densidad de población era de 6,53 hab./km². De los 629 habitantes, Forest estaba compuesto por el 97.77% blancos, el 0.16% eran afroamericanos, el 0% eran amerindios, el 0.16% eran asiáticos, el 0% eran isleños del Pacífico, el 1.11% eran de otras razas y el 0.79% pertenecían a dos o más razas. Del total de la población el 1.75% eran hispanos o latinos de cualquier raza.